# 中日本
中日本（なかにほん、なかにっぽん）とは、日本を大きく分ける時に使用される用語で、日本の中央部を指す。

## 範囲
法令などによる明確な定義はないが、下記のように愛知県名古屋市を中心とした東海地方または中京圏を営業範囲（または拠点）とする企業が「中日本」を称することが多い。中日本高速道路（NEXCO中日本）の営業範囲には、中部地方（新潟県全域および長野県の北信地域・東信地域を通る上信越自動車道（碓氷軽井沢IC - 妙高高原IC間を除く）のほか、東京都・神奈川県や滋賀県の各一部が含まれる。
おおむね、東海地方・北陸3県・甲信地方の範囲に相当する。
場合によっては隣接する新潟県上越地方・群馬県西南部・埼玉県西部（入間地域・比企地域・県北地域・秩父地域）・東京都多摩地域・神奈川県・近畿地方東部（京都府南部・滋賀県・奈良県）も含む場合がある。
北陸3県・東海地方（静岡県は含む場合と含まない場合がある）・近畿地方で中日本とする場合もある（例・NHKのニュース番組『ニュースウオッチ9』ほかの気象情報における「近畿・東海・北陸地方」など）。マックスバリュ東海は神奈川県も営業エリアに入っている。

## 中日本を冠した主な企業・団体名
- 中日本車いす株式会社
- 中日本高速道路株式会社（NEXCO中日本）
- 中日本エクシス株式会社
- 中日本航空株式会社
- 中日本興業株式会社
- 中日本鋳工株式会社
- 中日本エアラインサービス（後のエアーセントラル）
- 中日本氷糖株式会社
- 中日本技研株式会社
- 中日本フード株式会社
- 中日本航空専門学校 - 岐阜県関市にある専門学校
- 中日本自動車短期大学 - 岐阜県坂祝町にある短期大学
- 中日本ボクシング協会 - 中部地区のボクシングジムの統括団体

### 英語の社名で「中日本」(Central Japan) となる例
- 東海旅客鉄道株式会社 （JR東海） - 英名:Central Japan Railway Company[1]
- 株式会社セントラルジャパン（名古屋市に本社を置く芸能事務所）- 英名:CENTRAL JAPAN INC.[2]
- 中部国際空港株式会社 - CENTRAL JAPAN INTERNATIONAL AIRPORT COMPANY , LIMITED[3]